# Smokvica Mala
Smokvica Mala je nenaseljen otoček v srednji Dalmaciji (Hrvaška).
Otoček leži pred vstopom v zaliv Luka Rogoznica okoli 3 km jugozahodno od ribiškega naselja in pristanišča Rogoznica. Površina otočka meri 0,028 km². Dolžina obalnega pasu je 0,65 km. Najvija točka na otočku doseže višino 24 mnm.